# Roman Nádvorník
Roman Nádvorník (* 21. března 1973 Praha) je český fotbalový trenér a bývalý fotbalista. 

## Kariéra
Během svojí hráčské kariéry působil mimo Česko i v Rakousku a Německu.
První trenérské angažmá dostal 1. ledna 2009 ve Vlašimi, zde nahradil Zdeňka Haška. Tým dovedl do České fotbalové ligy. Na konci sezony měla Vlašim. třináctibodový náskok. Po necelém roce Vlašim opustil, další sezonu začal ve Vlašimi. Poté dostal angažmá v Příbrami, kde byl šesti měsících, ve kterých byl jím vedený tým pětkrát poražen, v dubnu roku 2011 propuštěn. V červnu 2011 se vrátil do Vlašimi, odkud na podzim odešel do prvoligové Viktorie Žižkov; ve Viktorii Žižkov nahradil Martina Pulpita a zůstal zde i po sestupu týmu. Po neúspěchu v sezoně 2012-13 byl odvolán a nahrazen. V dubnu roku 2013 zaujal pozici trenéra v FC MAS Táborsko, kde bylo jeho cílem zachránit druhou ligu. Na jaře 2014 z osobních důvodů přestoupil na pozici manažera Táborska. Po konci v Táborsku následovalo několikaměsíční angažmá ve Slavoji Vyšehrad a neúspěšné působení v zahraničí. Dne 13. září 2022 byl opětovně jmenován novým hlavním trenérem Táborska. Dne 8. října 2024 byl kvůli neuspokojivým výsledkům odvolán. Novou šanci jako trenér dostal v březnu 2025 v Opavě.